# Гандхара (буддизм)
Гандхара (Гандхаранські буддійські тексти) — стародавні буддійські тексти, датовані приблизно першим століттям нашої ери. Тексти написані на мові гандхарі, і, можливо, є найстарішими з збережених індійських текстів такого роду. Вони були продані європейським та індійським установам, а також індивідуальним підприємцям; в даний час відновлюються і вивчаються декількома університетами. Гандхаранські тексти знаходяться в дуже поганому стані (їх виживання саме по собі екстраординарно), але наукові припущення про можливість реконструкції у ряді випадків використовують обидва сучасних методів збереження і більш традиційні текстові вчення, порівнюючи вже відомі версії текстів палі та буддійського гібридного санскриту. Інші Гандхаранські буддійські тексти — «деякі і можливо більшість» — були виявлені протягом останніх двох століть, але втрачені або знищені.
Річард Саломон, провідний науковець у цій області, зараховує тексти до школи Дгармаґуптака. Сувої Британської бібліотеки «являють собою випадкову, але розумно надану частину того, що, ймовірно, було великим зібранням текстів, що зберігаються в бібліотеці монастиря школи Дгармаґуптака в Нагарахара».

## Колекції

### Колекція Британської Бібліотеки
У 1994 році Британська бібліотека придбала групу близько вісімдесяти Гандхаранських фрагментів рукопису, які датуються першою половиною першого століття. Вони були написані на бересті та містилися в глиняних глечиках, зберігшись, таким чином, до наших днів. Вважається, що вони були знайдені на сході Афганістану (Баміан, Джелалабад, Хадда, які були частиною царства Гандхара), і були поховані у древніх монастирях. У 2009 році за допомогою команди, що намагалася розшифрувати рукописи, на сьогоднішній день є три томи рукопису. Вони були написані на мові гандхарі використовуючи писемність кхароштхі, і тому вони іноді називаються Манускриптами кхароштхі.
Колекція складається з різноманітних текстів: Дгаммапада, сутра Ріг Носорога, Авадана і Пурвайога, коментарі і тексти Абгідгарми.
Існують докази того, що ці тексти можуть належати до школи Дгармагуптака (Саломон 2000, с. 5). На посудині до цієї школи вирізблений напис, а також є деякі текстові свідчення. Так в Гандхаранських текстах в сутрі «Ріг Носоріг» міститься слово махаянаса, що часом інтерпретується як Махаяна (Саломон, 2000, с. 127). Однак згідно Саломону, в орфографії Кхароштхі немає ніяких підстав на те, що фраза в питанні, амамтрана бхоті махаянаса («тут поклик з натовпу»), має якийсь зв'язок з Махаяною (Саломон, 2000, с. 127).

### Колекція Сеніора
Колекція Сеніора була куплена Р. Сеніором, британським колекціонером. Колекція Сеніора може бути трохи молодша, ніж колекція Британської Бібліотеки. Вона майже повністю складається з канонічних сутр, і, так само, як колекція Британської Бібліотеки, була написана на бересті і зберігалася в глиняних глечиках. Глечики з написами посилаються більше на македонські, ніж на індійські назви місяців, як це характерно для епохи Канішки, з якої вони були отримані. Існує велика ймовірність того, що старі сувої були написані в найкоротші терміни, у другій половині першого століття нашої ери, або, що більш ймовірно, у першій половині другого століття. Це робить сувої Сеніора значно пізнішими, ніж сувої колекції Британської бібліотеки, які були попередньо датовані першою половиною першого століття". Саломан писав:
Колекція Сеніора зовні схожа за характером на колекцію Британської бібліотеки в тому, що обидві вони складаються з близько двох десятків берестяних рукописів або фрагментів рукописів, розташованих в свитках або подібних форматах і записувалися в писемності кхароштхи мовою Гандхари. Обидві були знайдені всередині глиняних горщиків, і обидва, як вважають, походять з одного або з декількох прилеглих ділянок, в окрузі Хадди у східному Афганістані. Але з іншої точки зору текстовий зміст, цих двох колекцій відрізняються істотним чином. У той час як колекції Британської Бібліотеки були різноманітної сумішшю текстів різних жанрів і написані в кількості близько двох десятків різних книжок (Саломон 1999: 22-55, особливо. 22-23 і 54-55), всі або майже всі рукописи в колекції Сеніора написані в одному стилі, і всі, крім одного з них, здається, належать до одного жанру, а саме Сутра. Крім того, в той час як всі сувої Британської бібліотеки були фрагментарними і принаймні деякі з них, очевидно, були вже пошкодженими і неповними, до того моменту як вони були віддані землі в давнину (Саломон 1999: 69-71; Саломон 2000: 20-23), деякі з сувоїв Сеніора були ще більш-менш повними і недоторканими і повинні були бути в хорошому стані, коли вони були поховані. Таким чином, сувої Сеніора, на відміну від сувоїв Британської бібліотеки, становлять єдину, згуртовану, і принаймні частково незайману колекцію, яка була ретельно похована як така.
Він також повідомляв, що «найбільша кількість паралелей для сутри в колекції Сеніора знаходяться в Сам'ютта-нікая та відповідних колекціях на санскриті і китайською мовами».

### Колекція Шоена
Буддійські роботи в колекції Шоена складаються з манускриптів, написаних на таких матеріалах, як береста, пальмове листя і велень. Вважається, що вони були знайдені в печерах Баміана, де біженці шукали притулок. Більшість з цих манускриптів було куплено норвезьким колекціонером на ім'я Мартін Шоен, в той час, як менша частина знаходиться в розпорядженні японських колекціонерів. [Архівовано 17 січня 2015 у Wayback Machine.] Ці рукописи датуються з другого по восьме століття нашої ери. В доповнення до текстів в Гандхарі, колекція Шоена також містить важливі ранні сутричні матеріали на санскриті.
Буддійські тексти в колекції Шоена включають в себе фрагменти канонічних сутт, Абгідгарми, Вінаї, і текстів Махаяни. Більшість з цих текстів було написано в рукописах Брахмі, в той час, як менша частина написана на гандхарі/кхароштхі.
Серед ранніх текстів Дгармагуптаки в колекції Шоена міститься фрагмент рукописів Кхароштхі — посилання на шість Параміт, центральної практики для бодгісаттв в Буддизмі Махаяни.

### Університет Вашингтона
Ще один рукопис, написаний на бересті в буддійському монастирі традиції Абгідгарма, з першого по друге століття нашої ери, був придбаний у колекціонера бібліотекою Університету Вашингтона в 2002 році. Це ранній коментар до вчення Будди на тему людських страждань.

### Дгармапада Хотана
У 1892 році копія тексту Дгармапада, написана на гандхарі та пракриті, була знайдена поблизу місця за назвою Хотан в Сіньцзян. Вона була розбита і потрапила в Європу частинами, малими частками в Росії, а також Францію, але, на жаль, рукопис ніколи не з'являвся у продажу, і, ймовірно, був загублений. У 1898 році більшість французьких матеріалів було опубліковано в журналі Азіатік. У 1962 році Джон Бро опублікував колекцію російських і французьких фрагментів з коментарем.

## Опублікований матеріал
Наукові критичні видання текстів з Університету Вашингтона і Британської бібліотеки друкувалися пресою Університету Вашингтона в серії «Гандхаранських Буддійських Текстів», починаючи з детального аналізу Гандхаранської Сутри Ріг Носорога включаючи фонологію, морфологію, орфографію, палеографію. Матеріал з колекції Шоена був опублікований видавництвом «Гермес» в Осло.
Такі вчені опублікували фрагменти з Гандхаранських рукописів: Марк Аллон, Річард Саломон, Тімоті Ленц і Дженс Браарвіг. Частина опублікованого матеріалу наведена нижче:
- 1999 — Стародавні сувої з Гандхари: Фрагменти Кхароштхи Британської бібліотеки.
- 2000 — Рукописи з колекції Шоена, Буддійські рукописи, Том 1.
- 2000 — Гандхарська версія сутри Ріг Носорога: Британська Бібліотека Кхароштхи Фрагмент 5B (Гандхаранские Буддійські тексти, 1).
- 2001 — Три Гандхарських Екотарікагами-Тип Сутри: Британська Бібліотека Кхароштхи Фрагмент 12 і 14, Том 2.
- 2003 — нова версія Гандхарської Дгармапади і колекція попередніх історій Народжень: Британська Бібліотека Кхароштхи Фрагменти 12 + 25, Том 3.
- 2008 — Чотири Гандхари Самьюктагама сутри: Сеніор Кхароштхи Фрагмент 5, Том 4.
- 2009 — Два манускрипти Гандхари Звуки Озера Анавтапта (Анавтапта-гатха): Британська Бібліотека Кхароштхи Фрагмент 1 і сувій Сеніора 14, Том 5.

## Додаткові посилання
- http://depts.washington.edu/ebmp/ebmpintro.php [Архівовано 10 січня 2010 у Wayback Machine.] IAST Fragments» from UW's Early Buddhist Manuscripts Project.

- The Gāndhārī Dharmapada [Архівовано 5 березня 2009 у Wayback Machine.]  [Архівовано 5 березня 2009 у Wayback Machine.]